# Boris Borisov
Boris Borisov (născut Boris Șut; n. noiembrie 1898, Chișinău, Imperiul Rus – d. 20 octombrie 1938, RSS Ucraineană, URSS) a fost un evreu basarabean, spion și om de stat sovietic.
A participat activ la crearea Republicii Autonome Sovietice Socialiste Moldovenești (RASSM) în 1924.

## Biografie
S-a născut în 1898 la Chișinău în familia lui Ițek-Duvid Șut. A absolvit școala evreiască de stat din orașul natal (1907-1910). A lucrat într-un atelier de producție, ca legător și într-o tipografie din Chișinău și Odesa. În mai-octombrie 1917 a fost deputat al partidului evreiesc Bund, în 1918 a intrat în Partidul Comunist Român. În iulie 1917-ianuarie 1918 a slujit în Garda Roșie. În ianuarie-mai 1918, a fost membru al comitetului clandestin basarabean al PCUS la Chișinău și Bender. În mai 1919, a fost arestat de Siguranța Statului și închis în închisori militare din România până în octombrie 1920, cu toate acestea, la eliberare în martie 1921, a activat din nou în comitetul regional basarabean al PCUS la Chișinău. Într-o călătorie de afaceri a comitetului basarabean „pentru stabilirea contactului cu comuniștii români” în ianuarie-februarie 1921, a vizitat Iașiul și Bucureștiul, apoi a trecut ilegal granița și a fost numit secretar și vicepreședinte (Abram Grinștein) al filialei din Odesa, al Comitetului Central al Partidului Comunist al Ucrainei pentru activitatea clandestină din Basarabia, redenumit în Biroul Partidului Comunist din Basarabia și Bucovina prin decizia Biroului Politic al Comitetului Central al PC al Ucrainei la 11 noiembrie 1921. În această perioadă a fost de asemenea, ofițer pentru misiuni speciale al departamentului de informații autorizat al Armatei Roșii din Ucraina..
Din martie 1922 până în august 1926, a fost autorizat de către Direcția de Informații a Cartierului General al Armatei Roșii pentru a activa în Basarabia, a mai activat la Odesa, Kiev și Balta (pe atunci capitala RASS Moldovenești). În august 1924, devine membru al Comisiei de organizare condusă de Grinștein pentru crearea RASS Moldovenești, care cuprindea și pe Grigore Borisov, funcționar al departamentului de transport al comitetului gubernial Odesa al PCUS și Iosif Badeev, șef al al comitetului de propagandă din Nikolaev; mai târziu, grupului s-au alăturat, Samuil Bubnovski, membru al comitetului regional basarabean al PCUS. Acest grup a desfășurat lucrări pregătitoare pentru rezoluția „Cu privire la crearea Republicii Autonome Sovietice Socialiste Moldovenești” adoptată la 12 octombrie 1924 de cea de-a treia sesiune a celei de-a opta convocări a Comitetului Executiv Central Ucrainean.
Din august 1926 până în noiembrie 1927 a fost secretar executiv al consiliului sindicatului „Moldprofsovet” din Balta. Din noiembrie 1927 până în septembrie 1928 a activat în departamentul de informații al cartierului general al Armatei Roșii din Moscova.
În septembrie 1928-martie 1929, a fost inspector politic al sediului gărzilor paramilitare din Moscova, din martie 1929 până în aprilie 1931, secretar al comitetului de partid al fabricii „V.P. Nogin” din Serpuhov, după care șef al departamentului Uniunii Metalurgiștilor din Moscova. În aprilie 1933-ianuarie 1935 a fost șef al secției politice a stației de mașini și tractoare din Iampol, Ucraina, din ianuarie 1935 până în decembrie 1936, secretar al comitetului raional al PCUS din Rîbnița. În timpul Marii Epurări, la 25 martie 1937 a fost exclus din partid, arestat. A fost împușcat la 20 octombrie 1938.